# Agrias pallida
Agrias pallida är en fjärilsart som beskrevs av Le Moult 1926. Agrias pallida ingår i släktet Agrias och familjen praktfjärilar. Inga underarter finns listade i Catalogue of Life.